# Tony Gatlif
Tony Gatlif, születési nevén Michel Dahmani (Algír, 1948. szeptember 10.–) kétszeres César-díjas kabil–roma származású francia filmrendező, zeneszerző, színész és filmproducer.

## Életútja
Algériai (kabil) apától és roma anyától származik, az ún. feketelábúak csoportjából. Gyermekkorát Algírban töltötte, ahonnan 1960-ban, az algériai függetlenségi háború elől menekülve, Franciaországban telepedett le.  Nehéz, és káosszal teli évek következtek (megjárta a javítóintézetet is), mígnem 1966-ban találkozott példaképével, Michel Simon színésszel. Ajánlólevelével bejutott egy színi tanodába, melynek elvégzése után számos színházi szereplést vállalt, de valójában mindent elkövetett, hogy a filmgyártás közelébe kerüljön. 1975-ben megrendezte első filmjét, La tête en ruine címmel. Ezt követte 1979-ben az algériai függetlenségi háború eseményeit feldolgozó  La terre au ventre.
1981-től Gatlif filmjeinek központjába az európai cigányság kultúrája került, mivel lenyűgözte a „mozgásban lévő közösség” és annak rendkívül gazdag és változatos „zenei és hangzásvilága”. Ugyanakkor idegenkedik magát bármely népcsoporthoz sorolni, önmagát „mediterránnak” vallja.
1990-ben elkészült a Gaspard et Robinson, majd 1993-ban elkészítette a már díjakkal is elismert filmjét, a Latcho Drom-ot (Világos út). A „cigányzenéről szóló himnusznak” tekintett alkotás végigkíséri a cigányságot az indiai őshazától, Rádzsasztánon, Egyiptomon, Törökországon, Románián, Magyarországon és Németországon át, egészen Spanyolországig. Minden egyes állomáson, a helyi kultúrát is magába szívott cigányzenén és táncon keresztül ismerhetjük meg, hogy melyik országban hogyan sikerült beilleszkedniük, hogyan viszonyul hozzájuk a helyi lakosság.  A következő munkája Jean-Marie Gustave Le Clézio francia író világát jelenítette meg a Mondo (1994) című filmben.
A 2004-ben forgatott, Száműzetés című filmjével Gatlif visszatér gyermekkora helyszínére, Algériába. A filmmel elnyerte a 2004-es cannes-i fesztivál legjobb filmrendező díját. 2006-ban ugyancsak Cannes-ban mutatták be, s aratott nagy sikert a fesztivál zárófilmjekén vetített Transylvania című filmdrámája. Kedvező fogadtatást kapott a cigány holokauszt témával foglalkozó, 2009-ben forgatott filmje, a Korkoro (Szabadság) is: a Montreali Világfilm-fesztiválon három díjat kapott, zenéjét pedig César-díjra jelölték.
2012 tavaszán készült el az igazi demokráciát, a nagyobb társadalmi igazságosságot, a gazdagság egyenlőbb elosztását, és a közéleti erkölcs színvonalának emelését zászlajukra tűző „felháborodottak” mozgalmáról készített, egész estét betöltő dokumentumfilmje, a Indignados.

## Filmográfia
- La tête en ruine (1975)
- La terre au ventre (1978)
- Corre gitano (1981)
- Canta gitano (1981)
- Les princes (1982)
- Rue du départ (1985)
- Pleure pas my love (1989)
- Gaspard et Robinson (1990)
- Latcho Drom (Világos út) (1993)
- Mondo (1995)
- Gadjo dilo (Gadjo dilo - A bolond idegen) (1997)
- Je suis né d'une cigogne (Gólyafiókák) (1998)
- Vengo (2000)
- Swing (2001)
- Exils (Száműzetés) (2004)
- Transylvania (2006)
- Korkoro (Szabadság) (2009)
- Indignados (dokumentumfilm) (2012)
- Geronimo (2014)

## Díjak, elismerések
- 1983 – César-díj a legjobb rövidfilmnek (jelölés) – Canta gitano
- 1996 – National Society of Film Critics Awards, USA, külön dicséret – Latcho Drom
- 1998 – Chicagói Nemzetközi Gyermekfilm-fesztivál, díszoklevél – Mondo
- 1999 – César-díj a legjobb filmzenének – Gadjo Dilo (Gadjo dilo - A bolond idegen)
- 2001 – César-díj a legjobb filmzenének – Vengo
- 2004 – Cannes-i fesztivál, legjobb rendezés díja – Exils (Száműzetés)
- 2005 – César-díj a legjobb filmzenének (jelölés) – Exils (Száműzetés)
- 2009 – Montreali Világfilm-fesztivál, az amerikaiak nagydíja, az ökumenikus zsűri külön dicsérete, közönségdíj – Korkoro (Szabadság)
- 2011 – César-díj a legjobb filmzenének (jelölés) – Korkoro (Szabadság)

## Fordítás
- Ez a szócikk részben vagy egészben  a   Tony Gatlif című angol Wikipédia-szócikk ezen változatának fordításán alapul.  Az eredeti cikk szerkesztőit annak laptörténete sorolja fel. Ez a jelzés csupán a megfogalmazás eredetét és a szerzői jogokat jelzi, nem szolgál a cikkben szereplő információk forrásmegjelöléseként.